# Salomon de Brosse
Pour les articles homonymes, voir De Brosse.
Salomon de Brosse, né à Verneuil-en-Halatte vers 1565 ou 1571, mort à Paris le 8 décembre 1626, est un architecte français. Il a parfois été nommé, par erreur, « Jacques de Brosse » ou « de Brosses » dans certaines biographies jusqu'à la fin du XIXe siècle.
Sa statue sculptée par Ottin pour la série des Hommes illustres surplombe la cour Napoléon du Louvre à Paris. Une rue du 4e arrondissement de Paris porte son nom.

## Biographie

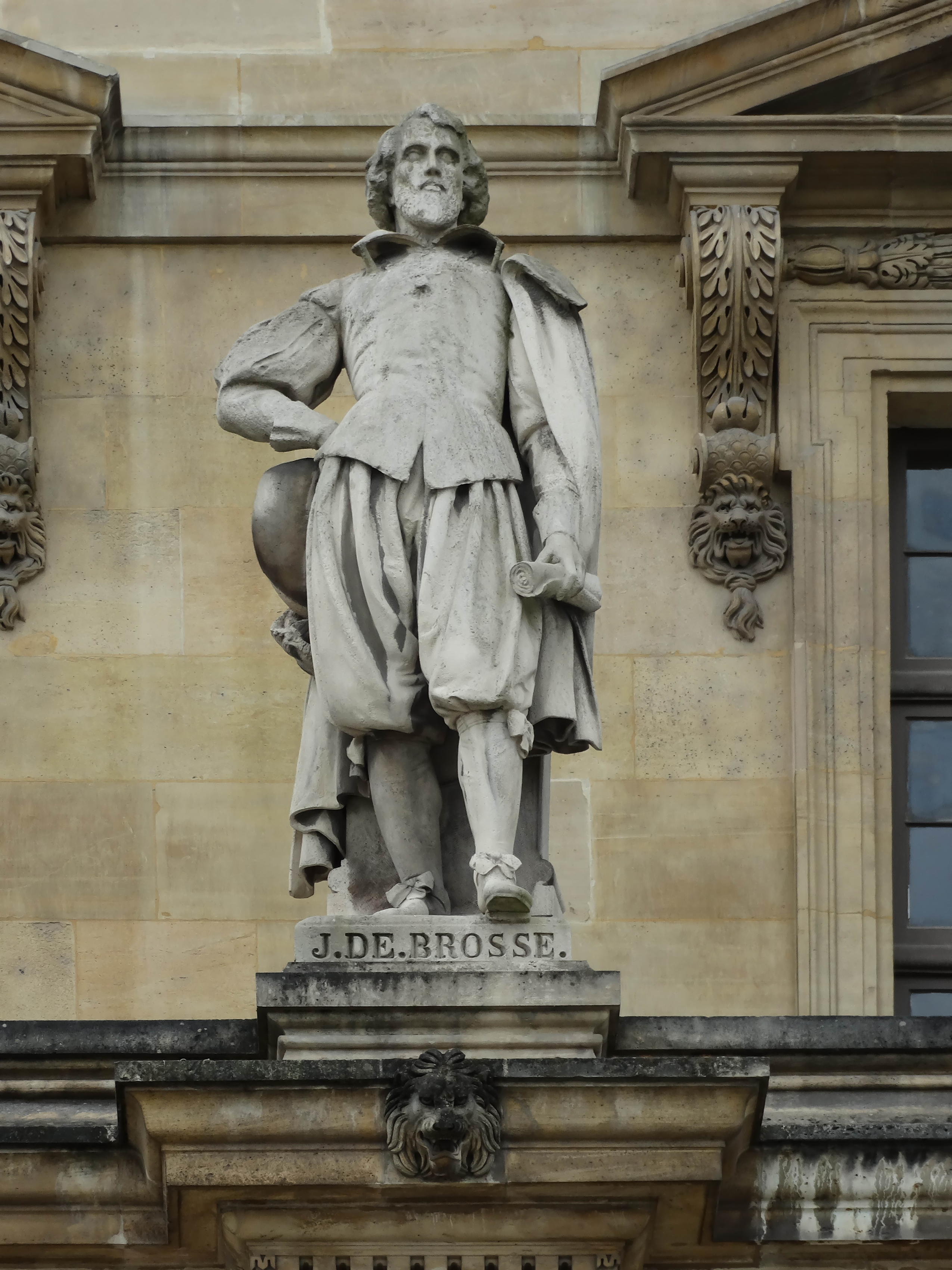
Statue de Salomon de Brosse au Louvre, dans la galerie des Hommes illustres. Sur le socle figure, à tort, un « J ».

Fils de Jean de Brosse, architecte, et de Julienne Androuet, Salomon de Brosse est ainsi respectivement petit-fils de Jacques Ier Androuet du Cerceau et neveu de Jacques II Androuet du Cerceau. Il travaille auprès de ce dernier, dont il a recueilli l'érudition architecturale, avant de prendre sa succession en tant qu'architecte de la reine Marie de Médicis en 1614. C'est dans ce contexte qu'il dresse les plans du Palais du Luxembourg à Paris, inspirés du Palais Pitti à Florence. Protestant, il a pu se rendre dans la capitale, depuis la promulgation de l'édit de Nantes en 1598 par Henri IV.
Son style se trouve à la charnière entre Renaissance et XVIIe siècle et on remarque qu'il peut employer autant un langage maniériste, comme au château de Coulommiers, que classique et plus sobre, comme au Luxembourg.
Il a été inhumé le 9 décembre 1626, au cimetière Saint-Germain.
La statue du Louvre le nomme Jacques de Brosse comme le fait Jean Thiriot dans ses lettres à son frère entre 1616 et 1626 ; il est probable qu'il avait choisi ce prénom d'usage, moins voyant que son prénom de baptême protestant.

## Principales réalisations

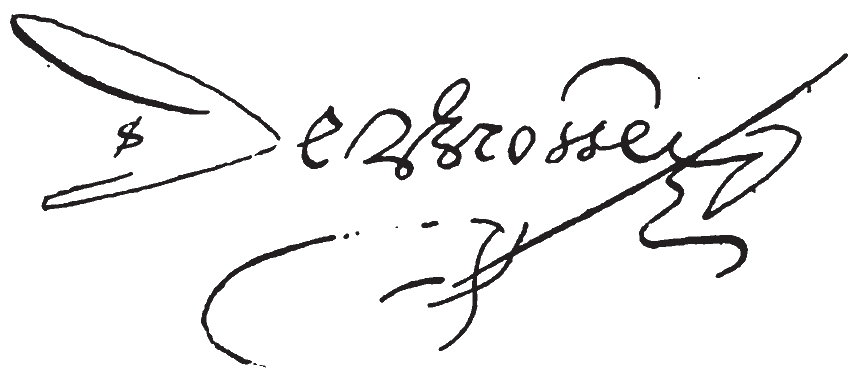
Signature de Salomon de Brosse.

- Château de Montceaux (actuelle Seine-et-Marne), 1601 (probable participation de Salomon de Brosse aux embellissements du château après construction) ;
- Ville nouvelle d'Henrichemont, 1609-1612 ;
- Château de Coulommiers (Seine-et-Marne), 1613 [2];
- Palais des Princes, Sedan, 1614 ;
- Palais du Luxembourg (Paris), 1615-1631 ;
- Façade de l'église Saint-Gervais-Saint-Protais de Paris, 1616-1621, église adjacente à la rue de Brosse, en son sud-est ;
- Château de Blérancourt (Aisne), 1618 [3];
- Façade du Palais du Parlement de Bretagne (Rennes), 1618, monument de fierté "bretonne" derrière lequel une rue en L est nommée en son honneur[4] ;
- Maison du Fontainier (Paris), 1619[5], marquant l'extrémité nord de l'aqueduc Médicis ;
- Salle haute de la Grand'Salle du Palais de la Cité à Paris, maintenant salle des Pas-Perdus du Palais de Justice de l'île de la Cité, 1622. Cette salle a été reconstruite à de multiples reprises à cause d'incendies, le dernier datant de la Commune en 1871. Cependant le style architectural dû à Salomon de Brosse et son fils Paul de Brosse a été respecté ;
- Temple protestant de Charenton-le-Pont et de Saint Maurice avec Jacques II Androuet du Cerceau, 1623 ;
- Grand escalier "vide à la moderne" du château de Cormatin, 1624.
- Ancien Hôtel de ville de Sedan
- Château-bas de Sedan ou Palais des Princes

## Galerie

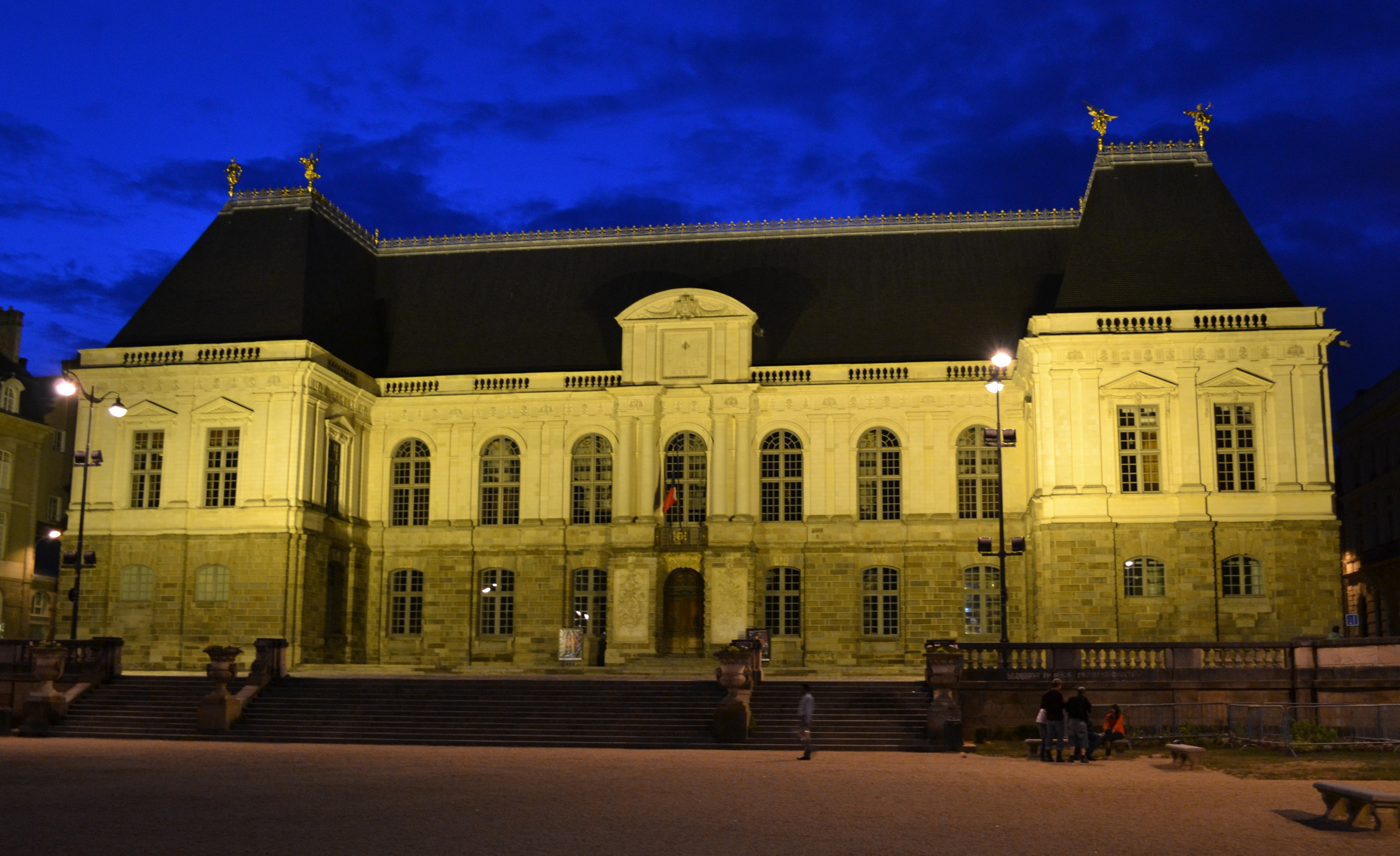
Façade du Parlement de Bretagne de Rennes.
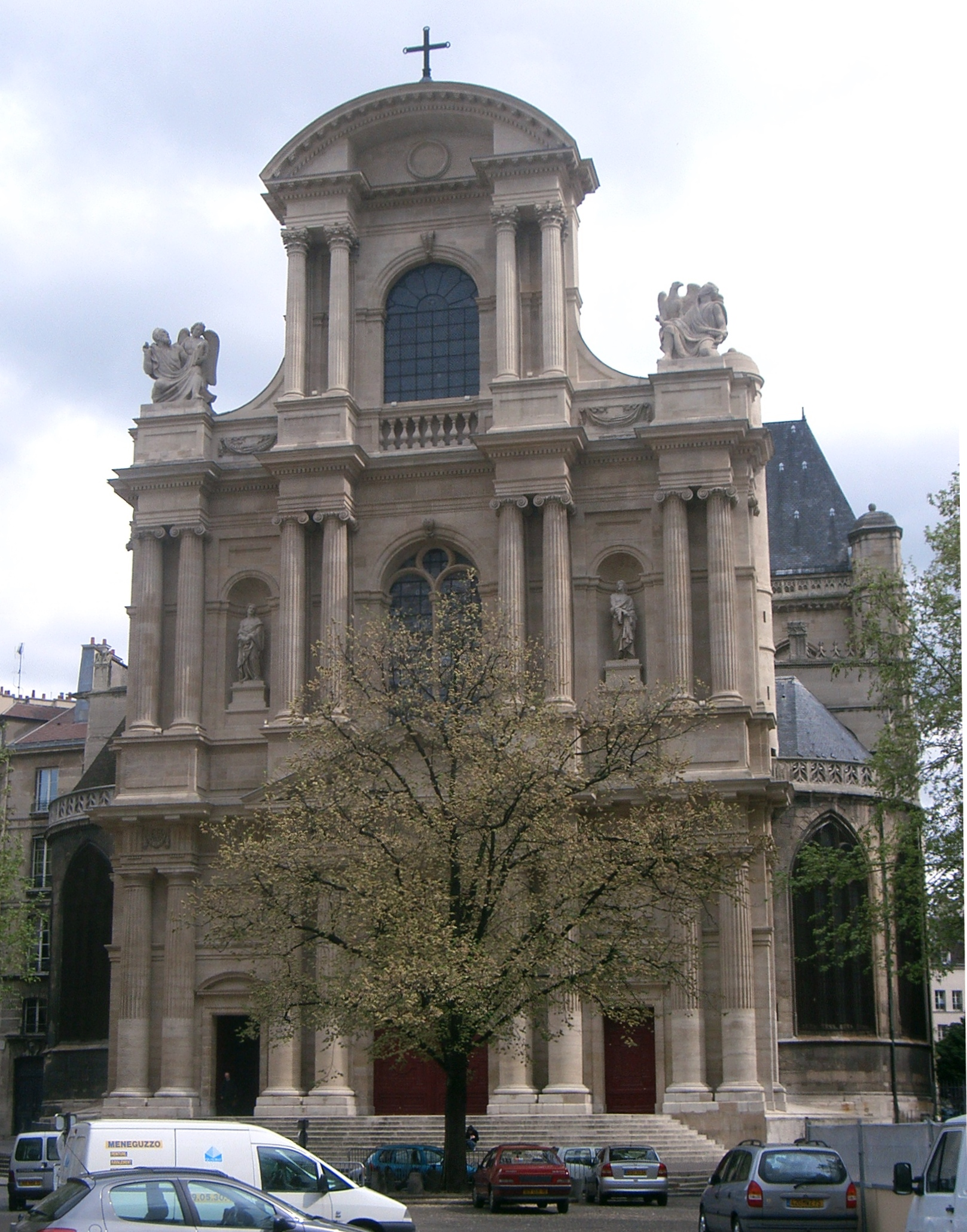
Façade de l'église Saint-Gervais-Saint-Protais de Paris.
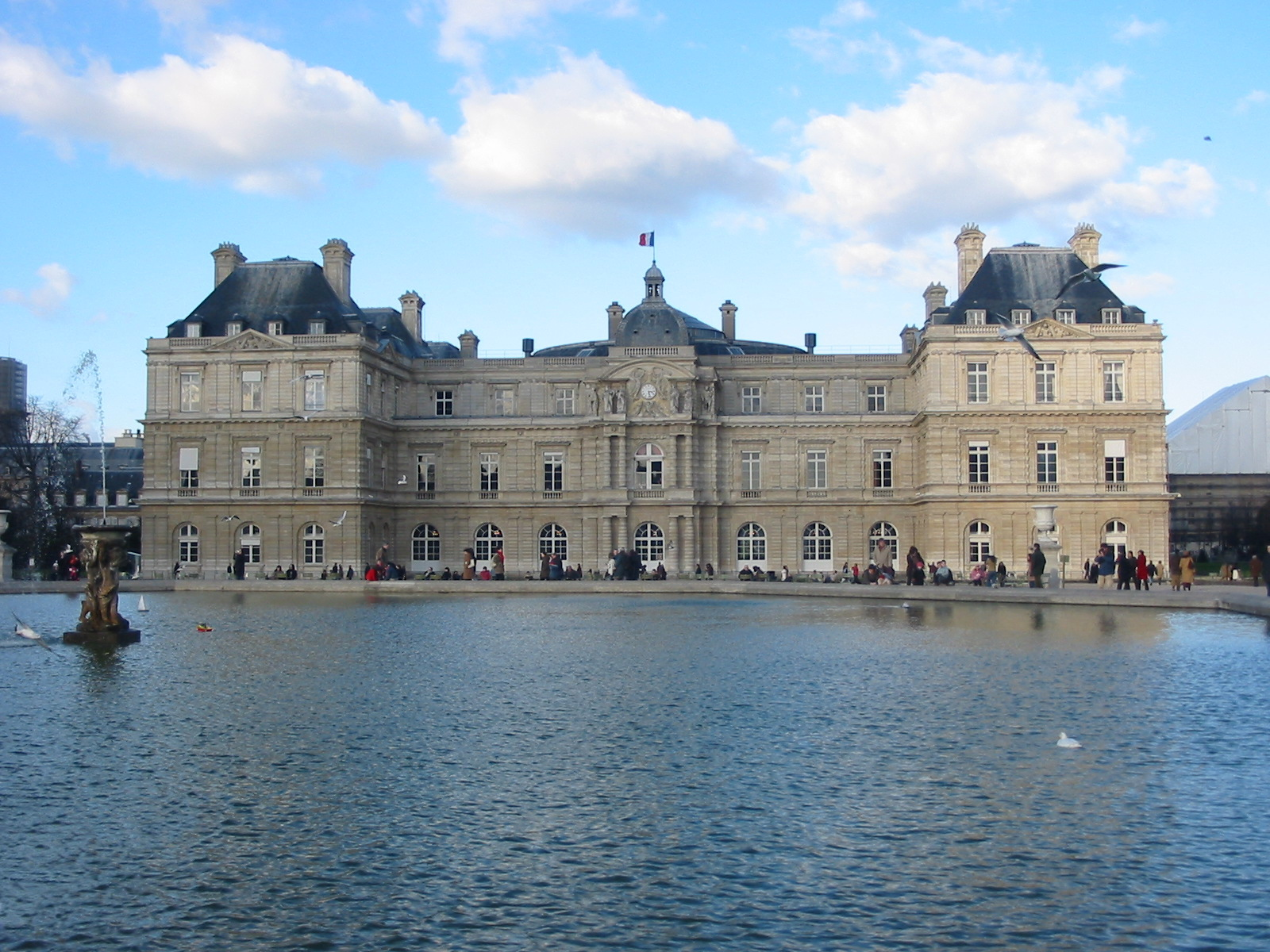
Palais du Luxembourg, à Paris.
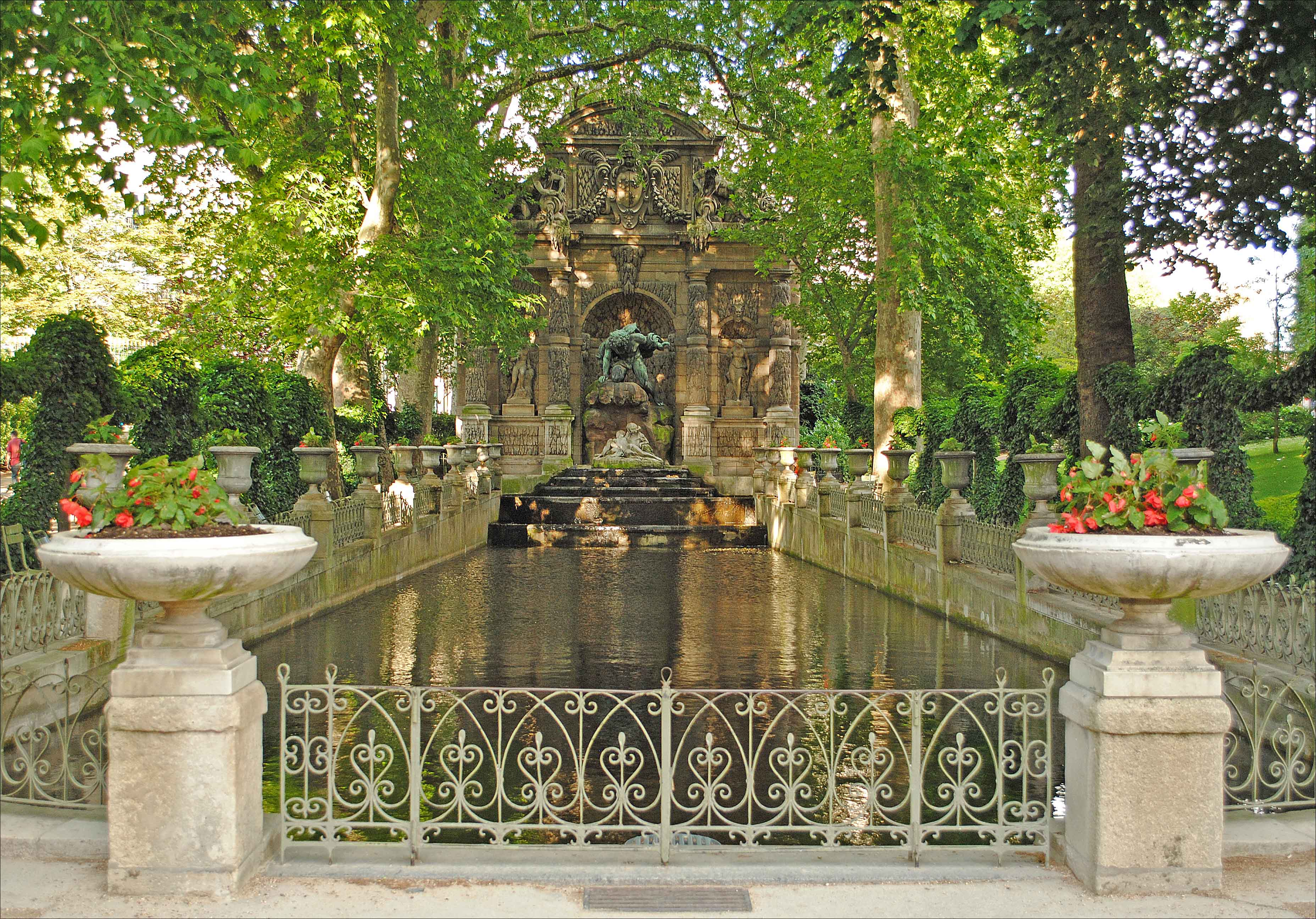
Fontaine Médicis, jardin du Luxembourg